# Municipio de Silver (Iowa)
El municipio de Silver (en inglés: Silver Township) es un municipio ubicado en el condado de Cherokee en el estado estadounidense de Iowa. En el año 2010 tenía una población de 204 habitantes y una densidad poblacional de 2,21 personas por km².

## Geografía
El municipio de Silver se encuentra ubicado en las coordenadas 42°36′8″N 95°33′23″O / 42.60222, -95.55639. Según la Oficina del Censo de los Estados Unidos, el municipio tiene una superficie total de 92.39 km², de la cual 92,33 km² corresponden a tierra firme y (0,06 %) 0,06 km² es agua.

## Demografía
Según el censo de 2010, había 204 personas residiendo en el municipio de Silver. La densidad de población era de 2,21 hab./km². De los 204 habitantes, el municipio de Silver estaba compuesto por el 98,53 % blancos, el 0,49 % eran amerindios, el 0,98 % eran asiáticos. Del total de la población el 0,49 % eran hispanos o latinos de cualquier raza.